# Kompresszor (effekt)
A kompresszor (effekt) automata hangerőszabályzóként fogható fel, amit vagy az audiobemenetére, vagy a vezérlőbemenetére (side chain) érkező jel vezérel. A vezérlőjel változtatásával speciális hatásokat kelthetünk, például hangszínszabályzó használatával frekvenciafüggő kompresszort készíthetünk. Ennek egyik sűrűn alkalmazott megvalósítása a de-esser. Ha egy kompresszort egy teljesen más audioforrás jelével vezérlünk, akkor eseményfüggő hangerőszabályzót hozunk létre. Például, ha zenét tartalmazó csatornába inzertálunk kompresszort, amit egy mikrofon jelével vezérlünk, akkor a mikrofonba beszélve a zene automatikusan attack sebességgel threshold + ((vezérjel szint - threshold)/ratio) mértékben lehalkul, a beszéd végeztével release sebességgel visszahangosodik. Ez a voiceover. 

## Alapfogalmak

### Threshold
A threshold (=küszöbszint) az a szint, amit ha a bemenetre érkező jel meghalad, akkor az eszköz beavatkozik. Értékét decibelben (dB) fejezik ki.

### Ratio
A kompresszor a bemeneti jel küszöbszint feletti részét a megadott arányban csökkenti. Vagyis ha a bemeneten a jelszint a küszöbszintet 3 dB-lel haladja meg, 3:1 ratio esetén a kimeneten már csak 1 dB-lel lesz a szint a küszöb felett.

### Attack
Az attack az az idő, míg a kompresszor a szükséges szintcsökkentést megvalósítja. Milliszekundumban szokás megadni.

### Release
A release által meghatározott idő alatt szűnik meg a kompresszor szintmódosító hatása. A bemeneti szint küszöbszint alá esésétől számoljuk, és milliszekundumban fejezzük ki. Az attack és a release idők között rendszerint egy nagyságrend különbség van, az attack a rövidebb.

### Make-up gain
A kompresszor kimeneti szintjét állítjuk vele.